# Santino Fontana
Pour les articles homonymes, voir Fontana.
Santino Fontana, né le 21 mars 1982 à Stockton, en Californie, est un acteur, réalisateur et compositeur américain.

## Biographie
Santino Fontana est diplômé en 2000 du Richland High School (en) à Richland, dans l'État de Washington. Il débute à Broadway en 2007 dans Sunday in the Park with George. Fontana est Tony dans la production de Broadway, Billy Elliot, the Musical jouée du 1er octobre 2008 au 4 juillet 2009. Il reçoit en 2010 le Drama Desk Award du meilleur acteur dans une pièce pour son travail dans Brighton Beach Memoirs.
Il interprète le prince Topher dans le Cinderella de Rodgers et Hammerstein à Broadway, pour lequel il a été nommé pour un Tony Award du meilleur acteur dans une comédie musicale.
Au cinéma, il prête sa voix au Prince Hans dans la production Walt Disney La Reine des neiges (2013).
Il est Bachelor of Fine Arts (BFA) de l'Université du Minnesota/Guthrie Theater où il a suivi le programme de formation des acteurs de théâtre (classe de 2004).

## Filmographie partielle

### Télévision

#### Séries télévisées
- 2010 : The Good Wife : Danny Willoughby (saison 1, épisode 17)
- 2010 - 2014 : Submissions Only (en) : Aaron Miller (16 épisodes)
- 2011 : Nurse Jackie : David (saison 3, épisode 3)
- 2012 : A Gifted Man : Gene Tipton (saison 1, épisode 16)
- 2012 : Royal Pains : Jason (saison 4, épisode 4)
- 2012 : Made in Jersey : ADA Van Pelt (saison 1, épisode 6)
- 2013 : Late Show with David Letterman : le prince (saison 20, épisode 125)
- 2014 et 2018 : Mozart in the Jungle : Mozart (saisons 1 et 4, 4 épisodes)
- 2015 : Live from Lincoln Center : Moss Hart (saison 41, épisode 4)
- 2015 - 2016 : Crazy Ex-Girlfriend : Greg Serrano (22 épisodes)
- 2016 : BrainDead : Kevin (saison 1, épisode 8)
- 2016 : Music and the Spoken Word : lui-même (épisode du 15 décembre 2016)
- 2016 - 2017 : Shades of Blue : David Saperstein (9 épisodes)

#### Téléfilms
- 2011 : L'Importance d'être Constant (The Importance of Being Earnest) : Algernon Moncrieff
- 2018 : Lamour à la carte (Off the Menu) : Joel Flanagan

### Cinéma

#### Longs métrages
- 2012 : Nancy, Please (en) : Charlie
- 2013 : La Reine des neiges (Frozen) : Hans (voix)
- 2014 : The Ryan Initiative : le banquier qui court
- 2014 : Fade to White :
- 2015 : Sisters : M. Geernt

#### Courts métrages
- 2011 : Jersey Shore Gone Wilde : Algy
- 2011 : Newsworthy : M. Kerry
- 2015 : La Reine des neiges : Une fête givrée : Hans (voix)